# Aertgen van Leyden

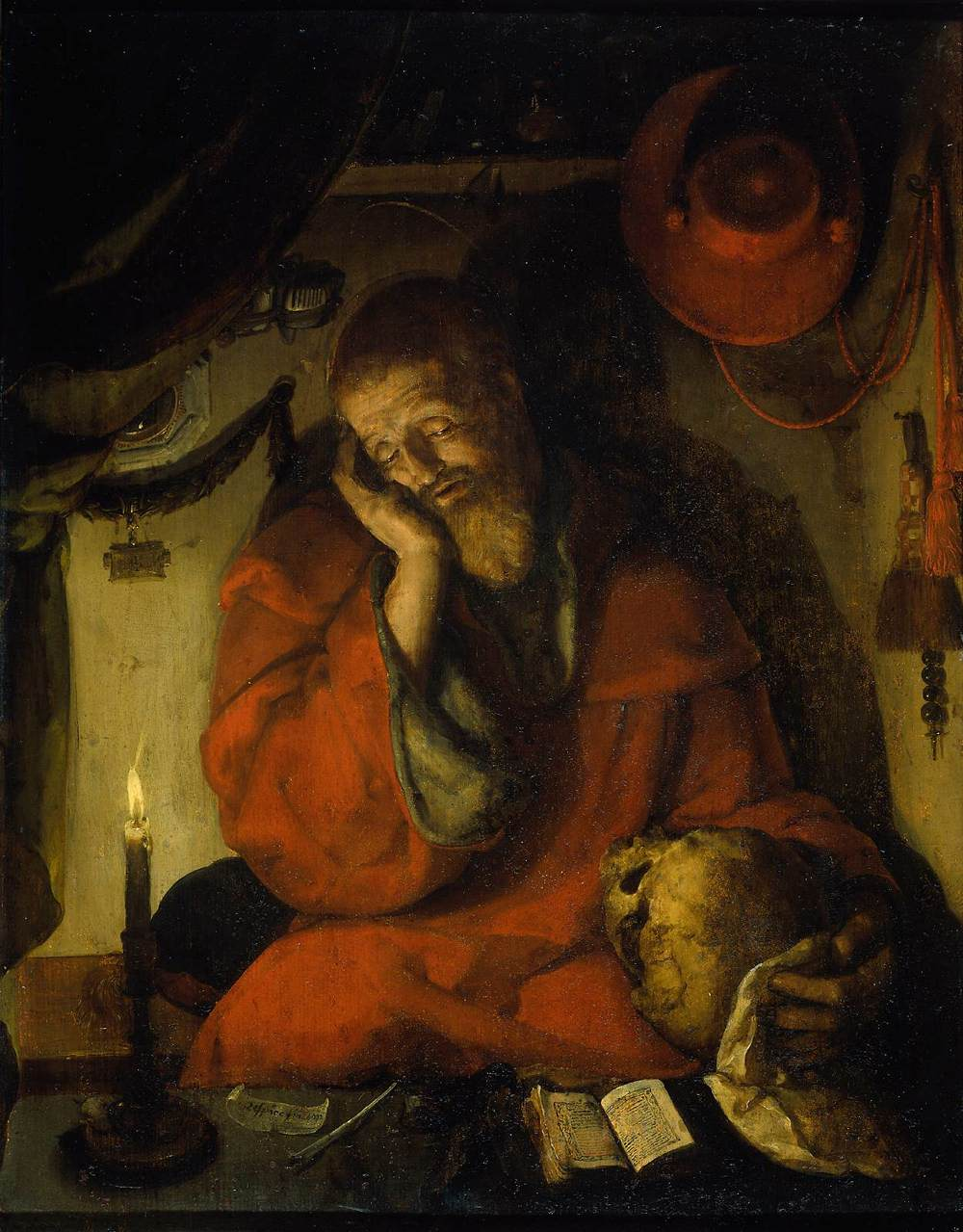
Św. Hieronim (1520-30)

Aertgen van Leyden lub Aert Leyden, właśc. Aert Claeszoon lub Aernt Claesz. (ur. w 1498 w Lejdzie, zm. w 1564 tamże) – niderlandzki malarz, rysownik i projektant witraży .
Był uczniem Cornelisa Engebrechtsz.’a. Uległ wpływom Jana van Scorela, Martena van Heemskercka i Lucasa van Leydena. Malował obrazy religijne. 
Jego twórczość zrekonstruowano w dużej mierze na podstawie Księgi malarzy Karela van Mandera.

## Wybrane dzieła
- Kazanie w kościele (1530-35), Rijksmuseum, Amsterdam
- Narodziny Jezusa (1520-30), Wallraf-Richartz-Museum, Kolonia
- Narodziny Jezusa (1520-30), Luwr, Paryż
- Portret donatora (ok. 1530), Muzeum Thyssen-Bornemisza, Madryt
- Sąd Ostateczny (1530-35), Stedelijk Museum De Lakenhal, Lejda
- Sąd Ostateczny (1555), Musée des Beaux-Arts, Valenciennes
- Św. Hieronim w swojej celi przy świecach (1520-30), Stedelijk Museum De Lakenhal, Lejda
- Tryptyk ze wskrzeszeniem Łazarza (1530-35), Stedelijk Museum De Lakenhal, Lejda

## Bibliografia

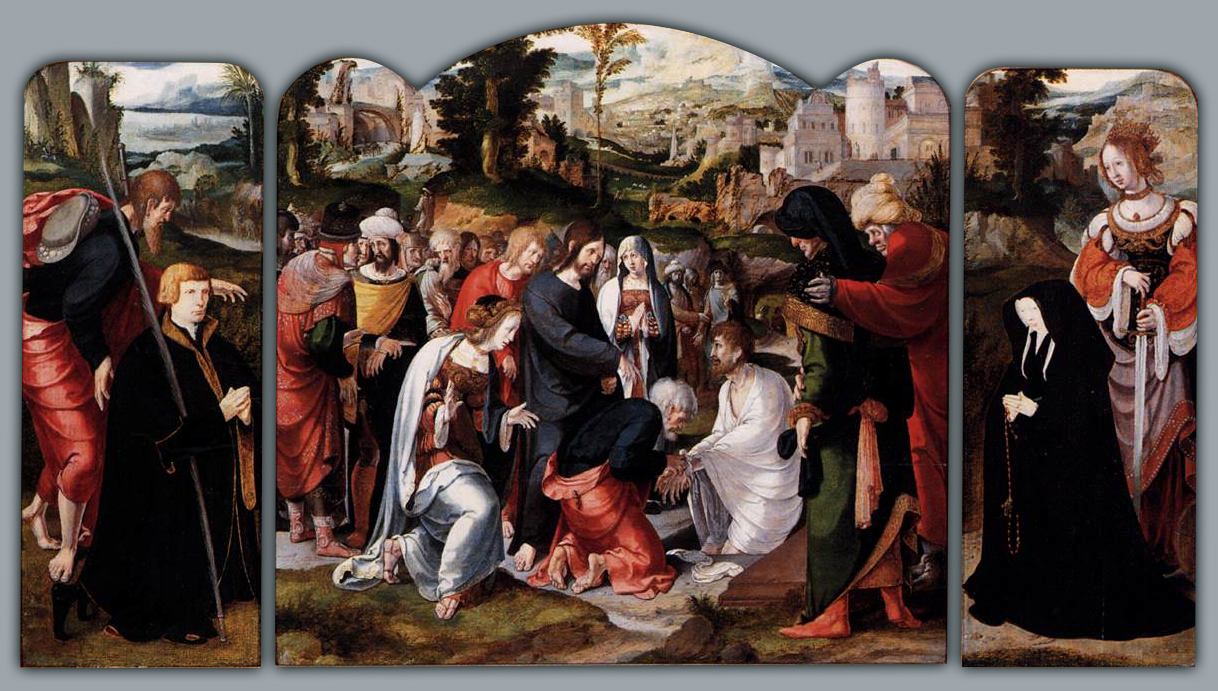
Tryptyk ze wskrzeszeniem Łazarza (1530-35)